# Jan Eugenik
Jan Eugenik również Eugenikos (ur. ok. 1400, zm. ok. 1453) – retor i teolog bizantyński.

## Życie
Jan Eugenik urodził się około 1400 roku w Konstantynopolu. Był bratem teologa Marka Eugenika. Wykształcenie zdobył w szkole prowadzonej przez ojca Jerzego. Wyświęcony na diakona, został archiwistą (nomofylaksem) kościoła patriarszego w Konstantynopolu i nauczycielem języka greckiego. W 1437 roku jako przedstawiciel delegacji bizantyńskiej udał się z patriarchą Józefem II i cesarzem Janem VIII Paleologiem na sobór do Ferrary. Podczas sesji soborowych w 1438 roku brał udział w dyskusjach na temat czyśćca. W 1439 roku powrócił do Konstantynopola. Sprzeciwiał się unii kościelnej i jej zwolennikom. Za swą antyunijną postawę został przez cesarza wygnany z Konstantynopola. Przyjęty na Peloponezie przez despotę Morei Konstantyna Dragazesa objął władzę administracyjną nad leżącą niedaleko stolicy Morei, Mistry, Petriną. Jako nauczyciel wymowy w Mistrze rozwijał działalność antyunijną. Po zniszczeniu Koryntu przez Turków w 1446 roku wyjechał do Trapezuntu skąd powrócił na Peloponez w 1450 roku. W listach do przyjaciół i znanych osobistości nawoływał do zerwania unii uważając ją za większe zło od islamu. Zmarł około 1453 roku prawdopodobnie na Peloponezie.

## Twórczość
Jan Eugenik jest autorem wielu opisów retorycznych (ekfraz). Do najlepszych należy Opis Trapezuntu (Ékphrasis Trapezúntos), w którym w uroczy sposób odmalowuje położenie miasta, jego budowle i znaczenie. Jan Eugenik pozostawił też opisy wyspy Imbros, Koryntu czy wsi Petrina koło Sparty na Peloponezie. Autor odznacza się niemałą wrażliwością na uroki przyrody. Z dużą plastycznością opisuje też malowidła przedstawiające ptaki, psy łowcze, drzewa czy ikony z wizerunkiem Matki Bożej.
Napisał też Przedmowę (Protheoriá) do Historii etiopskich (Ajthiopiká) Heliodora, jambiczny utwór poetycki Na ikonę Wielkiego Chryzostoma (Ejs ejkὸna tu megálu Chrysostὸmu) oraz monodię o upadku Konstantynopola (wydaną przez S. Lambrosa w 1908 roku w Atenach w Neos hellenomnenon).
Pozostawił również po sobie wiele pism teologicznych: hagiograficznych, ascetycznych, mistycznych (Ho pneumatikon pater to meizon schedon wydał w 1957 O. Lampsidès) i liturgicznych (hymnów i oficjów). Jego pisma dogmatyczne (przeciw dekretowi florenckiemu wydał patriarcha Dozyteusz w 1692 roku w Jassach, inne S. Lambros w zbiorze Palaiologeia kai Pelponesiaka w Atenach w 1912 i 1923) i listy (18 z 36 zachowanych wydał w Paryżu w 1892 E. Legrand w tomie Cent-dix lettres grecques de François Filelfe) obrazują dzieje kontrowersji religijnej w Bizancjum w XV wieku.